# 歎異抄をひらく
『歎異抄をひらく』（たんにしょうをひらく）は、高森顕徹による『歎異抄』の解説書。2008年3月に1万年堂出版から出版された。

## 概要
『歎異抄』の意訳を書いた第1部、『歎異抄』を解説した第2部、原文を掲載した第3部の3部構成である。
DVDとして発売され、朗読は声優の鈴木弘子が行っている。
2019年に劇場アニメ化され、親鸞の声を石坂浩二が演じた。

## 劇場アニメ
2019年5月24日公開。書籍をアニメ化したもので、『歎異抄』の著者と言われる唯円が親鸞と出会い、仲間たちとともに迷い悩みながら成長する姿を描く。

### スタッフ
- 監督 - 大野和寿
- 脚本 - 和田清人
- 音楽 - 長谷部徹
- アニメーションプロデューサー - 鈴森龍
- 総作画監督 - 北原安鶴紗
- 撮影監督 - 菅原徹
- 美術監督 - 中村典史
- 音響監督 - 本田保則
- アニメーション制作 - イーストフィッシュスタジオ
- 音楽制作 - ミラクル・バス
- 制作 - パラダイス・カフェ
- 配給 - キュー・テック
- 製作 -「歎異抄をひらく」映画製作委員会 2019

### キャスト
- 親鸞聖人 - 石坂浩二
- 唯円[4]（平次郎） - 増田俊樹
- 壮賢（新太） - 細谷佳正
- アサ - 本泉莉奈
- 権八 - 市来光弘
- 慧信房  - 三木眞一郎
- 燈念 - 白井悠介
- 明法房 - 伊藤健太郎

### 漫画版
- 『マンガ歎異抄をひらく』脚本・和田清人。作画・太田寿。
2020年11月11日初版 ISBN 4866260653